# 30 лет! Юбилейный концерт
Ария 30 лет — девятый концертный альбом российской хеви-метал группы «Ария». Является записью концерта 28 ноября 2015 года в московском в концертном зале «Stadium Live», состоит из 2 DVD и 2 CD с аудиоверсией выступления группы. Выпущен лейблом «М2БА». В честь тридцатилетия «Арии» музыканты пригласили бывших участников коллектива и совместно исполнили лучшие песни из репертуара группы. Уникальное выступление прошло в рамках празднования юбилея на ARIA FEST 2015. Продажи издания начались 26 ноября 2016 года.
Музыкальный критик Денис Ступников для портала km.ru дал рецензию на выступление. В песне «Реквием» из альбома «Феникс» (2011) группа почтила память клавишника «Арии» в 1985—1986 годах Кирилла Покровского, умершего 1 июня 2015 года.

## История создания
9 ноября 2016 года на официальном сайте группы появилось сообщение о том, что в конце ноября будет выпущен новый концертный релиз под названием «30 лет», являющийся записью концерта «Арии» в концертном зале «Stadium Live» 28 ноября 2015 года.

### CD/DVD 1
Все тексты написаны Маргаритой Пушкиной, если не указано другое.
| №   | Название            | Текст песни           | Музыка                   | Длительность |
| --- | ------------------- | --------------------- | ------------------------ | ------------ |
| 1.  | «Через все времена» |                       | Виталий Дубинин          | 5:45         |
| 2.  | «Ангелы неба»       | Пушкина, Сергей Попов | Попов                    | 4:53         |
| 3.  | «Колизей»           | Александр Елин        | Владимир Холстинин       | 6:29         |
| 4.  | «Паранойя»          |                       | Дубинин                  | 4:43         |
| 5.  | «Меченый злом»      | Нина Кокорева         | Попов                    | 5:53         |
| 6.  | «Точка невозврата»  |                       | Михаил Житняков, Дубинин | 5:35         |
| 7.  | «Феникс»            |                       | Дубинин                  | 6:24         |
| 8.  | «Обман»             |                       | Дубинин, Холстинин       | 5:30         |
| 9.  | «Крещение огнём»    |                       | Дубинин                  | 5:46         |
| 10. | «Ночь короче дня»   |                       | Дубинин                  | 7:12         |
| 11. | «Штиль»             |                       | Дубинин                  | 5:50         |
| 12. | «Небо тебя найдёт»  | Елин                  | Холстинин                | 6:21         |
| 13. | «Реквием»           |                       | Дубинин                  | 4:39         |

### CD/DVD 2
Все тексты написаны Маргаритой Пушкиной.
| №   | Название                        | Музыка                    | Длительность |
| --- | ------------------------------- | ------------------------- | ------------ |
| 1.  | «Раскачаем этот мир»            | Холстинин, Дубинин        | 6:40         |
| 2.  | «1100»                          | Холстинин                 | 5:06         |
| 3.  | «Осколок льда»                  | Дубинин                   | 5:38         |
| 4.  | «Бой продолжается»              | Холстинин, Дубинин        | 7:51         |
| 5.  | «Баллада о древнерусском воине» | Дубинин, Холстинин        | 8:21         |
| 6.  | «Улица роз»                     | Дубинин                   | 6:34         |
| 7.  | «Тореро»                        | Алик Грановский           | 5:36         |
| 8.  | «Следуй за мной»                | Валерий Кипелов           | 4:49         |
| 9.  | «Грязь»                         | Сергей Терентьев, Кипелов | 4:42         |
| 10. | «Герой асфальта»                | Сергей Маврин, Дубинин    | 6:19         |
| 11. | «Дай жару»                      | Дубинин, Холстинин        | 5:21         |

## Состав группы
- Михаил Житняков — вокал (Часть 1, Часть 2 — треки 7-11);
- Владимир Холстинин — гитара;
- Сергей Попов — гитара;
- Виталий Дубинин — бас-гитара, бэк-вокал;
- Максим Удалов — барабаны.

### Приглашённые участники
- Валерий Кипелов — вокал (Часть 2);

Часть 2, треки 7-11:
- Сергей Маврин – гитара;
- Сергей Терентьев – гитара;
- Александр Манякин – барабаны;
- Алик Грановский – бас-гитара.[5]